# Diecéze toruňská
Diecéze toruňská (latinsky Dioecesis Thoruniensis, polsky Diecezja toruńska) je římskokatolická diecéze v Polsku, se sídlem v Toruniu, kde se nachází katedrála sv. Janů. Je součástí gdaňské církevní provincie, je tudíž sufragánní vůči arcidiecézi gdaňské. 

## Stručná historie
V rámci reorganizace polské diecézní struktury papež Jan Pavel II. vydal dne 25. března 1992 bulu Totus Tuus Poloniae populus, kterou vytvořil toruňskou diecézi, jejíž teritorium vzal částečně z diecéze pelplinské a částečně z arcidiecézi gdaňské, vůči níž se stala sufragánní.